# Wonder Girls
Wonder Girls (hangul: 원더걸스) var en sydkoreansk tjejgrupp bildad 2007 av JYP Entertainment som var aktiv till 2017.
Gruppen bestod senast av de fyra medlemmarna  Yubin, Yeeun, Sunmi och Hyerim. De två tidigare medlemmarna Sohee och Sunye var även med i gruppen i flera år innan de lämnade.

## Biografi
Gruppen består av fem medlemmar vilket den alltid gjort även om sju olika personer varit med i den. När Hyuna lämnade gick Yubin med och när Sunmi lämnade gick Hyelim med. Deras debutalbum The Wonder Years släpptes den 13 september 2007 och sålde fler än 70 000 exemplar i Sydkorea. Den 7 november 2011 släppte de sitt andra studioalbum Wonder World. De har även släppt ett samlingsalbum och fyra EP-skivor. Bland deras mest kända låtar finns debutsingeln "Irony (The Wonder Begins)" samt singlarna "Tell Me", "So Hot", "Nobody", "2 Different Tears" och "Be My Baby".

## Medlemmar
| Artistnamn   | Artistnamn | Födelsenamn  | Födelsenamn | Födelsedatum     | Medlemstid |
| Romanisering | Hangul     | Romanisering | Hangul      | Födelsedatum     | Medlemstid |
| Senaste      | Senaste    | Senaste      | Senaste     | Senaste          | Senaste    |
| ------------ | ---------- | ------------ | ----------- | ---------------- | ---------- |
| Yubin        | 유빈       | Kim Yu-bin   | 김유빈      | 4 oktober 1988   | 2007-2017  |
| Yeeun        | 예은       | Park Ye-eun  | 박예은      | 26 maj 1989      | 2007-2017  |
| Sunmi        | 선미       | Lee Sun-mi   | 이선미      | 2 maj 1992       | 2007-2017  |
| Hyerim       | 혜림       | Woo Hye-rim  | 우혜림      | 1 september 1992 | 2010-2017  |
| Tidigare     |            |              |             |                  |            |
| Sunye        | 선예       | Min Sun-ye   | 민선예      | 12 augusti 1989  | 2007-2014  |
| Hyuna        | 현아       | Kim Hyun-ah  | 김현아      | 6 juni 1992      | 2007       |
| Sohee        | 소희       | Ahn So-hee   | 안소희      | 27 juni 1992     | 2007-2013  |

## Diskografi

### Album
| Albuminformation                                                 | Topplacering          | Topplacering   |           |
| Albuminformation                                                 | Sydkorea (Gaon Chart) | Japan (Oricon) |           |
| Koreanska                                                        | Koreanska             | Koreanska      | Koreanska |
| ---------------------------------------------------------------- | --------------------- | -------------- | --------- |
| The Wonder Years (Studioalbum) - Släppt: 13 september 2007       | —                     | —              |           |
| The Wonder Years: Trilogy (EP-skiva) - Släppt: 30 september 2008 | —                     | —              |           |
| 2 Different Tears (EP-skiva) - Släppt: 15 maj 2010               | 1                     | —              |           |
| Wonder World (Studioalbum) - Släppt: 7 november 2011             | 1                     | 154            |           |
| Wonder Party (EP-skiva) - Släppt: 3 juni 2012                    | 3                     | 140            |           |
| Reboot (Studioalbum) - Släppt: 3 augusti 2015                    | 5                     | —              |           |
| Japanska                                                         |                       |                |           |
| Nobody for Everybody (EP-skiva) - Släppt: 25 juli 2012           | —                     | 14             |           |

### Singlar
| År        | Titel                               | Topplacering          | Topplacering   |
| År        | Titel                               | Sydkorea (Gaon Chart) | Japan (Oricon) |
| Koreanska | Koreanska                           | Koreanska             | Koreanska      |
| --------- | ----------------------------------- | --------------------- | -------------- |
| 2007      | "Irony"                             | —                     | —              |
| 2007      | "It's Not Love"                     | —                     | —              |
| 2007      | "Tell Me"                           | —                     | —              |
| 2007      | "This Fool"                         | —                     | —              |
| 2008      | "So Hot"                            | —                     | —              |
| 2008      | "Nobody"                            | —                     | —              |
| 2010      | "2 Different Tears"                 | 1                     | —              |
| 2011      | "Be My Baby"                        | 1                     | —              |
| 2012      | "Like This"                         | 2                     | —              |
| 2015      | "I Feel You"                        | 3                     | —              |
| 2016      | "Why So Lonely"                     | 1                     | —              |
| 2017      | "Draw Me"                           | 32                    | —              |
| Engelska  |                                     |                       |                |
| 2009      | "Nobody"                            | —                     | —              |
| 2010      | "2 Different Tears"                 | 107                   | —              |
| 2012      | "The DJ is Mine" (med School Gyrls) | 8                     | —              |
| 2012      | "Like Money" (med Akon)             | 11                    | —              |